# Operation I-Go
Operation I-Go (い号作戦 I-Go sakusen?) var en luftmotoffensiv igångsatt av kejserliga japanska styrkor mot de allierade styrkorna under slaget om Salomonöarna och Nya Guinea i stillahavskriget under andra världskriget den 1-16 april 1943. I operationen anföll japanska flygplan, främst från kejserliga japanska flottans enheter under befäl av amiralerna Isoroku Yamamoto och Jinichi Kusaka, allierade fartyg, flygplan och markanläggningar i sydöstra Salomonöarna och Nya Guinea. Målet med operationen var att stoppa de allierades offensiver i Nya Guinea och Salomonöarna och för att ge Japan tid att förbereda en ny uppsättning av försvar som svar på senaste tidens nederlag mot de allierade i slaget om Guadalcanal och i Nya Guinea på Buna-Gona, Wau och Bismarcksjön.
Operationerna bestod av flera hopade luftattacker av japanska bombplan och jaktplan—baserade på Rabaul, Bougainville och Shortland Islands—mot allierade mål på och runt Guadalcanal och Russellöarna i Salomonöarna och Port Moresby, Oro Bay och Milne Bay i Nya Guinea. Fastän japanerna sänkte flera allierade transporter och krigsfartyg misslyckades attacken att orsaka allvarliga skador på de allierade styrkorna. Baserat på överdrivna rapporter från de inblandade flygplansbesättningarna, stoppade Yamamoto attackerna den 16 april, i tron att operationen var en framgång. Operationerna fördröjde dock inte märkbart de allierades förberedelser för ytterligare offensiver i södra Stillahavsområdet. Yamamoto dödades kort därefter medan han rest för att gratulera enheter som hade deltagit i operationen.

## Flyganfall
Efter att upptäckt en ansamling av flygplan den 1 april 1943 möttes en grupp jaktflygplan bestående av 58 Mitsubishi A6M3 Zeros ur 204:e, 251:a och 582:a Kokutai av allierade jaktplan över Russellöarna som genskjutit japanerna på väg till Tulagi och Guadalcanal. 18 Zeros och sex allierade flygplan sköts ner.
Nästa anfall inleddes den 7 april, en räd utförd av 67 Aichi D3A2 "Val" störtbombare eskorterade av 110 Zeros mot Guadalcanal och möttes av 76 allierade jaktplan. 21 japanska flygplan gick förlorade; de allierade förlorat sju. Räden resulterade i förlisningen av jagaren USS Aaron Ward, korvetten HMNZS Moa och tankfartyget USS Kanawha.
Den 11 april attackerade en styrka bestående av 22 "Vals" och 72 Zeros sjöfart vid Oro Bay, nära Buna. 50 allierad jaktplan från Dobodura och den genskjutande styrkan sköt ner sex japanska flygplan utan förluster.
En attack mot Port Moresby den 12 april med en styrka bestående av 131 Zeros—ur 253:e Kokutai och flygplansenheter från hangarfartygen Zuikaku och Zuiho samt 43 Mitsubishi G4M2 "Betty" bombplan ur 751:e och 705:e Kokutai bombade Port Moresby. Mot 44 allierade jaktplan resulterade attacken i att två allierade och fem japanska flygplan förlorades. Räden resulterade i skadandet av några småbåtar och skadadet och förstörelsen av ett antal flygplan på Port Moresby flygfält.
Den 14 april 1943 inledde japanerna ett anfall mot Milne Bay med 188 flygplan. 24 Curtiss Kittyhawk Mk 1A:s gensköt den anfallande styrkan vilket resulterade i att sju japanska och tre allierade flygplan förlorades. Det holländska lastfartyget Van Heemskerk träffades av flera bomber som sattes i brand och strandades. Det brittiska lastfartyget Gorgon träffades också av ett antal bomber och sattes i brand, men dessa släcktes dock senare. Nära missar skadade holländska lastfartyget Van Outhoorn och de australiska minsveparna HMAS Wagga och HMAS Kapunda. Fyra allierade militärer och 12 handelssjöman dödades samt 68 skadades i flygräden.